# Casteldaccia
Casteldaccia est une commune de la province de Palerme dans la région Sicile, en Italie.

## Histoire
Le 8 février 1675, le fort de Castellazo, défendu par les Français, est attaqué les Espagnols. 
En 1737, le marquis Vicenzo Ignazio Abbate di lungarini acquiert le territoire de castellazzo. 
Le décret royal du 1er mai 1854 de Ferdinand II rend la commune autonome.

## Administration
| Période                                  | Période  | Identité             | Étiquette | Qualité |
| ---------------------------------------- | -------- | -------------------- | --------- | ------- |
| 27 mai 2003                              | En cours | Giovanni Di Giacinto |           |         |
| Les données manquantes sont à compléter. |          |                      |           |         |

### Hameaux
Quartiers : Villini, Sedile, Stazione, Nutricato, Vaniddazza, Olivuzza, Casuzze, Vallone, Montagnola, Saranella, Calvario, Cutelli, Orestagno, Pataiò, Furriatu, via Naurra, Balate

### Communes limitrophes
Altavilla Milicia, Baucina, Bolognetta, Caccamo, Misilmeri, Santa Flavia, Trabia, Ventimiglia di Sicilia